# Fush Yu Mang
Fush Yu Mang är bandet Smash Mouths första fullängdsalbum som släpptes 1997. "Walkin' on the Sun" blev den största hiten från albumet.

## Låtlista
1. "Flo" – 2:13
2. "Beer Goggles" – 2:01
3. "Walkin' on the Sun" – 3:27
4. "Let's Rock" – 2:50
5. "Heave-Ho" – 3:47
6. "The Fonz" – 3:39
7. "Pet Names" – 2:20
8. "Padrino" – 3:45
9. "Nervous in the Alley" – 2:32
10. "Disconnect the Dots" – 2:49
11. "Push" – 2:50
12. "Why Can't We Be Friends" – 4:50